# شهرستان هنری (ویرجینیا)
شهرستان هنری، ویرجینیا (به انگلیسی: Henry County, Virginia) یک سکونتگاه مسکونی در ایالات متحده آمریکا است که در ویرجینیا واقع شده‌است.

## خصوصیات
شهرستان هنری ۹۹۴٫۵۶ کیلومترمربع مساحت دارد.